# Nati il 13 giugno
| Questa pagina contiene informazioni ricavate automaticamente dalle voci biografiche con l'ausilio del template Bio e di un bot. L'aggiornamento è periodico e automatico e ricostruisce completamente la pagina. Se manca una persona in questa lista, sei pregato di non aggiungerla, ma accertati piuttosto che la sua voce biografica contenga il template Bio e che i dati anagrafici siano correttamente compilati. Se il template Bio manca, inseriscilo tu stesso o, in alternativa, metti l'avviso {{tmp\|Bio}} che ne segnala la mancanza. Se i dati riportati sono sbagliati, correggi direttamente la voce biografica; le modifiche saranno visibili in questa lista entro pochi giorni. Per chiarimenti vedi il progetto biografie. La lista contiene solo le 1.125 persone che sono citate nell'enciclopedia e per le quali è stato implementato correttamente il template Bio. Pagina aggiornata al 17 ago 2025. |

## I secolo(1)
- 40 - Gneo Giulio Agricola, politico, militare e generale romano († 93)

## IX secolo(2)
- 823 - Carlo il Calvo, sovrano († 877)
- 839 - Carlo il Grosso, sovrano franco († 888)

## XII secolo(1)
- 1189 - Raymon Russignol, poeta francese († 1263)

## XIV secolo(4)
- 1367 - Taejong di Joseon, sovrano coreano († 1422)
- 1388 - Thomas Montacute, IV conte di Salisbury, militare britannico († 1428)
- 1393 - Rolando il Magnifico, condottiero e politico italiano († 1457)
- 1396 - Antonio Bettini, religioso, scrittore e diplomatico italiano († 1487)

## XV secolo(4)
- 1430 - Beatrice d'Aviz, principessa portoghese († 1506)
- 1434 - Cristoforo della Rovere, cardinale e arcivescovo cattolico italiano († 1478)
- 1479 - Lilio Gregorio Giraldi, umanista italiano († 1552)
- 1500 - Ernesto di Baviera, nobile tedesco († 1560)

## XVI secolo(9)
- 1508 - Alessandro Piccolomini, letterato, astronomo e arcivescovo cattolico italiano († 1578)
- 1548 - Bartolomeo Burchelati, letterato e storico italiano († 1632)
- 1555 - Giovanni Antonio Magini, astronomo, astrologo e matematico italiano († 1617)
- 1561 - Anna Maria di Anhalt, nobile tedesca († 1605)
- 1580 - Willebrord Snel, matematico, astronomo e fisico olandese († 1626)
- 1592 - Tobias Michael, compositore tedesco († 1657)
- 1592 - Sofia Edvige di Brunswick-Lüneburg, nobildonna tedesca († 1642)
- 1595 - Jan Marek Marci, medico ceco († 1667)
- 1598 - Ludovico Jacobilli, presbitero e storico italiano († 1664)

## XVII secolo(14)
- 1603 - Abraham Willaerts, pittore olandese († 1662)
- 1611 - Johan Palmstruch, mercante olandese († 1671)
- 1613 - Giovanni Ernesto di Hanau-Münzenberg-Schwarzenfels, conte tedesco († 1642)
- 1640 - Giacomo Cantelmo, cardinale e arcivescovo cattolico italiano († 1702)
- 1640 - Sigismondo Casimiro Vasa, principe polacco († 1647)
- 1648 - Ludovico David, pittore svizzero
- 1649 - Adrien Baillet, presbitero, teologo e letterato francese († 1706)
- 1664 - Giovanni Antonio de Groot, pittore italiano († 1712)
- 1664 - Giovanni Ernesto di Nassau-Weilburg, principe tedesco († 1719)
- 1672 - Anna Maria Francesca di Sassonia-Lauenburg, nobile († 1741)
- 1675 - Camillo Filippo Pamphili, III principe di San Martino al Cimino e Valmontone, principe italiano († 1747)
- 1687 - Paolo Rolli, poeta, librettista e letterato italiano († 1765)
- 1690 - Giorgio Alberto della Frisia orientale, principe († 1734)
- 1696 - Giovanni Gaspare Bagnato, architetto tedesco († 1757)

## XVIII secolo(29)
- 1713 - Antonio Maria Ambrogi, letterato e latinista italiano († 1788)
- 1738 - Giuseppe Cerutti, scrittore, gesuita e politico francese († 1792)
- 1739 - Arthur Chichester, I marchese di Donegall, politico irlandese († 1799)
- 1747 - Filippo di Borbone-Spagna, principe italiano († 1777)
- 1749 - Antonia del Liechtenstein, principessa austriaca († 1813)
- 1752 - Frances Fanny Burney, scrittrice britannica († 1840)
- 1753 - Johan Afzelius, chimico svedese († 1837)
- 1760 - Louis Jean-Baptiste Chéret, artista e incisore francese († 1832)
- 1761 - Antonín Vranický, compositore austriaco († 1820)
- 1767 - Josef Speckbacher, militare austriaco († 1820)
- 1768 - Girolamo Amati, filologo classico, epigrafista e archeologo italiano († 1834)
- 1769 - Gaetano Savi, naturalista italiano († 1844)
- 1771 - Paolo Costa, poeta e filosofo italiano († 1836)
- 1772 - Giuseppe Renda, pittore italiano († 1805)
- 1773 - Thomas Young, scienziato britannico († 1829)
- 1775 - Antoni Radziwiłł, nobile, musicista e politico polacco († 1833)
- 1776 - José Manuel de Goyeneche, militare spagnolo († 1846)
- 1778 - Antonio Dragoni, presbitero, storico e falsario italiano († 1860)
- 1778 - Federico Ludovico di Meclemburgo-Schwerin, nobile tedesco († 1819)
- 1786 - Winfield Scott, generale statunitense († 1866)
- 1790 - José Antonio Páez, politico venezuelano († 1873)
- 1791 - Juan Francisco Giró, politico uruguaiano († 1863)
- 1792 - Paolo Appiani di Castelletto, politico italiano († 1863)
- 1792 - Girolamo Segato, cartografo, naturalista e egittologo italiano († 1836)
- 1795 - Thomas Arnold, educatore, teologo e storico britannico († 1842)
- 1795 - Anton Felix Schindler, musicista e direttore d'orchestra austriaco († 1864)
- 1798 - Johann Christian Felix Baehr, filologo classico tedesco († 1872)
- 1799 - George Keppel, VI conte di Albemarle, nobile, ufficiale e politico inglese († 1891)
- 1799 - Franz Wilhelm Lippich, medico slovacco († 1845)

## XIX secolo(170)
- 1804 - Manuel Marques de Sousa, militare e politico brasiliano († 1875)
- 1805 - Johann Eduard Erdmann, filosofo tedesco († 1892)
- 1808 - Johann von Schraudolph, pittore tedesco († 1879)
- 1809 - Heinrich Hoffmann, psichiatra e scrittore tedesco († 1894)
- 1809 - Cristoforo Negri, politico e scrittore italiano († 1896)
- 1811 - Fredrik Ferdinand Carlson, storico svedese († 1887)
- 1812 - Adolphe Braun, fotografo francese († 1877)
- 1812 - Paolo Emiliani Giudici, scrittore, storico e critico letterario italiano († 1872)
- 1812 - Izmail Ivanovič Sreznevskij, slavista russo († 1880)
- 1814 - Pietro Michele Angelo Manini, patriota italiano († 1890)
- 1815 - Ferdinando Palasciano, chirurgo e politico italiano († 1891)
- 1816 - Michail Viktorovič Kočubej, ufficiale russo († 1874)
- 1817 - Antonio de Torres Jurado, liutaio spagnolo († 1892)
- 1818 - Augusto di Sassonia-Coburgo-Koháry, principe e duca († 1881)
- 1818 - Domenico Marincola Pistoia, storico, politico e patriota italiano († 1894)
- 1818 - Hippolyte Violeau, letterato e scrittore francese († 1892)
- 1819 - Gaspare Monaco La Valletta, politico italiano († 1881)
- 1820 - Enrico di Orange-Nassau, ammiraglio olandese († 1879)
- 1821 - Giuseppe Airenti, avvocato e politico italiano († 1882)
- 1821 - Antonio Caregaro Negrin, architetto e architetto del paesaggio italiano († 1898)
- 1821 - Gustavus Fox, militare e storico statunitense († 1883)
- 1821 - Albert de Broglie, nobile e politico francese († 1901)
- 1822 - Giacomo Marchini, poeta e patriota italiano († 1885)
- 1823 - Gustave Cluseret, militare e politico francese († 1900)
- 1824 - Julius Eichberg, compositore tedesco († 1893)
- 1825 - James A. Roosevelt, imprenditore e filantropo statunitense († 1898)
- 1826 - William Hulme Hooper, ufficiale e esploratore inglese († 1854)
- 1827 - Nicola Contieri, abate e arcivescovo cattolico italiano († 1899)
- 1827 - Pompeo Randi, pittore italiano († 1880)
- 1828 - Jules-Élie Delaunay, pittore francese († 1891)
- 1828 - Bindon Stoney, ingegnere e astronomo irlandese († 1909)
- 1830 - Giuseppe Puccianti, scrittore e poeta italiano († 1913)
- 1830 - William James Webbe, pittore e illustratore britannico († 1904)
- 1831 - James Clerk Maxwell, fisico e matematico scozzese († 1879)
- 1832 - Nicolò Barabino, pittore e scenografo italiano († 1891)
- 1833 - Fedele Lampertico, economista, scrittore e politico italiano († 1906)
- 1834 - Enrico Paglia, naturalista e agronomo italiano († 1889)
- 1835 - Adolf Wüllner, fisico tedesco († 1908)
- 1836 - Giuseppe Giacomelli, politico italiano († 1911)
- 1837 - Vincenzo Lilla, filosofo, giurista e presbitero italiano († 1905)
- 1838 - Emil Fischer, basso-baritono tedesco († 1914)
- 1838 - Eduard Gebhardt, pittore tedesco († 1925)
- 1838 - Wilhelm Reiss, geologo e esploratore tedesco († 1908)
- 1840 - Domenico Bruschi, pittore italiano († 1910)
- 1840 - Camilla Urso, violinista e docente francese († 1902)
- 1842 - Adolph Emmerling, chimico tedesco († 1906)
- 1842 - Édouard Otlet, imprenditore e politico belga († 1907)
- 1843 - Adolf Neuendorff, compositore, pianista e violinista tedesco († 1897)
- 1844 - Antonio Bortone, scultore italiano († 1938)
- 1845 - Federigo Bobini, brigante e assassino italiano († 1871)
- 1845 - Enrico Giglioli, zoologo e antropologo italiano († 1909)
- 1846 - Rose Cleveland, first lady statunitense († 1918)
- 1849 - Fulberto Alarni, poeta e commediografo italiano († 1888)
- 1849 - Arsenio da Trigolo, presbitero italiano († 1909)
- 1850 - Max Lenz, storico tedesco († 1932)
- 1851 - Anton Haus, ammiraglio austro-ungarico († 1917)
- 1851 - Luigi Nava, generale italiano († 1928)
- 1851 - Domenico Svampa, cardinale, principe e arcivescovo cattolico italiano († 1907)
- 1853 - Othon Riemann, latinista e filologo classico francese († 1891)
- 1854 - Charles Algernon Parsons, ingegnere britannico († 1931)
- 1854 - Antonio Sogliano, archeologo italiano († 1942)
- 1855 - Heinrich Finke, storico tedesco († 1938)
- 1860 - Elio Modigliani, antropologo, esploratore e zoologo italiano († 1932)
- 1860 - Dmitrij Konstantinovič Romanov, nobile russo († 1919)
- 1861 - Elisabetta d'Assia-Kassel, principessa († 1955)
- 1863 - Camillo Manfroni, storico e politico italiano († 1935)
- 1863 - Lady Duff Gordon, costumista e stilista britannica († 1935)
- 1863 - Essad Pascià, politico albanese († 1920)
- 1864 - Pietro Franciosi, politico e insegnante sammarinese († 1935)
- 1864 - Gerard Krekelberg, insegnante e compositore olandese († 1937)
- 1865 - Angelo Cambiaso, vescovo cattolico italiano († 1946)
- 1865 - William Butler Yeats, poeta, drammaturgo e scrittore irlandese († 1939)
- 1866 - Robert Ranulph Marett, antropologo inglese († 1943)
- 1866 - Aby Warburg, storico dell'arte e critico d'arte tedesco († 1929)
- 1868 - Felipe Ángeles, generale e rivoluzionario messicano († 1919)
- 1868 - Charles Collette, ciclista su strada e pistard belga († 1928)
- 1868 - Wallace Clement Sabine, fisico statunitense († 1919)
- 1870 - Alexandru Bogdan-Pitești, poeta, saggista e critico letterario rumeno († 1922)
- 1870 - Jules Jean Baptiste Vincent Bordet, medico e batteriologo belga († 1961)
- 1871 - Elena d'Orléans, nobile († 1951)
- 1871 - Ernst Steinitz, matematico tedesco († 1928)
- 1872 - Thomas N. Heffron, regista cinematografico e attore teatrale statunitense († 1951)
- 1873 - Jean Adair, attrice canadese († 1953)
- 1873 - Enrico di Borbone-Parma, nobile italiano († 1939)
- 1873 - Antun Gustav Matoš, scrittore e giornalista croato († 1914)
- 1873 - Narciso Pasta, pistard italiano († 1944)
- 1873 - Karin Swanström, attrice e regista svedese († 1942)
- 1874 - Louis-Gustave Cambier, pittore e scultore belga († 1949)
- 1874 - Leopoldo Lugones, poeta, giornalista e saggista argentino († 1938)
- 1874 - Gino Viotti, attore italiano († 1951)
- 1875 - Miriam A. Ferguson, politica statunitense († 1961)
- 1875 - Paul Neumann, nuotatore austriaco († 1932)
- 1875 - Henry Seemann, attore e cantante danese († 1948)
- 1876 - William Sealy Gosset, statistico inglese († 1937)
- 1876 - Domenico Leoni, fantino italiano († 1964)
- 1877 - Ingolf Schanche, attore e regista teatrale norvegese († 1954)
- 1877 - Joseph Stella, pittore italiano († 1946)
- 1878 - Charles Lapworth, giornalista, attivista e sceneggiatore britannico († 1951)
- 1879 - Nicola Pescatori, attore teatrale e attore cinematografico italiano († 1936)
- 1879 - Lois Weber, regista, attrice e sceneggiatrice statunitense († 1939)
- 1880 - Otto Haesler, architetto tedesco († 1962)
- 1880 - Vincent Rose, cantautore italiano († 1944)
- 1880 - Glen White, attore statunitense
- 1881 - Mary Antin, scrittrice, attivista e politica statunitense († 1949)
- 1881 - Otakar Španiel, scultore, intagliatore e medaglista ceco († 1955)
- 1882 - Alberto Mari, compositore di scacchi italiano († 1953)
- 1882 - Ol'ga Aleksandrovna Romanova, nobile russa († 1960)
- 1882 - Lodovico Vigilante, poliziotto italiano († 1945)
- 1883 - Angiolo Alebardi, pittore italiano († 1969)
- 1883 - Arthur Guedel, medico statunitense († 1956)
- 1883 - Heinrich Leven, missionario e vescovo cattolico tedesco († 1953)
- 1884 - Dobri Božilov, politico bulgaro († 1945)
- 1884 - Jean Brusselmans, pittore belga († 1954)
- 1884 - Burrill Bernard Crohn, medico statunitense († 1983)
- 1884 - Anton Drexler, politico tedesco († 1942)
- 1884 - John Flügel, psicologo e psicoanalista britannico († 1955)
- 1884 - Gerald Gardner, scrittore, saggista e esoterista britannico († 1964)
- 1884 - Étienne Gilson, filosofo e storico della filosofia francese († 1978)
- 1884 - Pietro Sassoli, compositore e direttore d'orchestra italiano († 1946)
- 1885 - Collier Cudmore, canottiere britannico († 1971)
- 1885 - Erik Algot Fredriksson, tiratore di fune svedese († 1930)
- 1885 - Roland Morillot, marinaio e militare francese († 1915)
- 1886 - Camillo Iona, architetto italiano († 1974)
- 1887 - Jorge Chávez Dartnell, aviatore peruviano († 1910)
- 1887 - Bruno Frank, romanziere, drammaturgo e sceneggiatore tedesco († 1945)
- 1887 - André François-Poncet, ambasciatore e politico francese († 1978)
- 1888 - Antonio Luridiana, generale italiano († 1957)
- 1888 - Fernando Pessoa, poeta, scrittore e aforista portoghese († 1935)
- 1888 - Marc Pincherle, musicologo francese († 1974)
- 1888 - Joseph Pletincx, pallanuotista belga († 1971)
- 1888 - Michel Roux-Spitz, architetto francese († 1957)
- 1888 - Elisabeth Schumann, soprano tedesco († 1952)
- 1889 - Germaine Acremant, scrittrice francese († 1986)
- 1889 - Amadeo Bordiga, politico, giornalista e rivoluzionario italiano († 1970)
- 1889 - Győző Halmos, ginnasta ungherese († 1945)
- 1889 - Teresa Lodi, bibliotecaria italiana († 1971)
- 1889 - Adolphe Pégoud, pioniere dell'aviazione francese († 1915)
- 1890 - Harry Shannon, attore statunitense († 1964)
- 1892 - Basil Rathbone, attore britannico († 1967)
- 1892 - Mirsaid Sultan-Galiev, giornalista e rivoluzionario russo († 1940)
- 1893 - Antonino Cuttitta, militare e politico italiano († 1978)
- 1893 - Alan Arnold Griffith, ingegnere britannico († 1963)
- 1893 - Klavdija Ivanovna Nikolaeva, politica sovietica († 1944)
- 1893 - Dorothy L. Sayers, scrittrice, poetessa e drammaturga britannica († 1957)
- 1894 - Mark Van Doren, poeta e critico letterario statunitense († 1972)
- 1894 - Tay Garnett, regista, sceneggiatore e produttore cinematografico statunitense († 1977)
- 1894 - Leo Kanner, psichiatra austriaco († 1981)
- 1894 - Jacques Henri Lartigue, fotografo e pittore francese († 1986)
- 1894 - Watson Washburn, tennista statunitense († 1973)
- 1894 - Francis Pélissier, ciclista su strada e dirigente sportivo francese († 1959)
- 1894 - Angelo Sansoni, calciatore italiano († 1982)
- 1894 - Karl Schöchlin, canottiere svizzero († 1974)
- 1894 - Frithjof Tønnesen, calciatore norvegese († 1959)
- 1895 - Gastone Novelli, ufficiale e aviatore italiano († 1919)
- 1896 - Giuseppe Timoteo Giaccardo, presbitero italiano († 1948)
- 1896 - Anders Henrikson, attore, regista e sceneggiatore svedese († 1965)
- 1897 - Paavo Nurmi, mezzofondista e siepista finlandese († 1973)
- 1897 - Giuseppe Vittorio Ugo, architetto, ingegnere e scenografo italiano († 1987)
- 1898 - Eduard von Borsody, regista, direttore della fotografia e sceneggiatore austriaco († 1970)
- 1898 - Arthur Rödl, militare tedesco († 1945)
- 1899 - Aksel Bakunts, scrittore, traduttore e sceneggiatore armeno († 1937)
- 1899 - Teun Beijnen, canottiere olandese († 1949)
- 1899 - Carlos Chávez, compositore e direttore d'orchestra messicano († 1978)
- 1899 - Bertil Karlsson, calciatore svedese († 1976)
- 1899 - Larry Keating, attore statunitense († 1963)
- 1900 - Antonio Bietolini, partigiano italiano († 1944)
- 1900 - Ian Hunter, attore britannico († 1975)
- 1900 - Aleksandrs Kerno, calciatore lettone († 1961)
- 1900 - Pierre Matisse, mercante d'arte, gallerista e collezionista d'arte francese († 1989)
- 1900 - Luigi Volpicelli, pedagogista italiano († 1983)

## XX secolo(865)
- 1901 - Tage Erlander, politico svedese († 1985)
- 1901 - Paul Fässler, calciatore svizzero († 1983)
- 1901 - Reidar Høilund, calciatore norvegese († 1974)
- 1901 - Jean Prévost, scrittore francese († 1944)
- 1901 - Félix Pérez Marcos, calciatore spagnolo († 1983)
- 1902 - Oliviero De Fabritiis, direttore d'orchestra italiano († 1982)
- 1902 - Richard Greenberg, pallanuotista statunitense († 1978)
- 1902 - John Meehan, scenografo statunitense († 1963)
- 1902 - Nat Ross, regista e produttore cinematografico statunitense († 1941)
- 1903 - Edmondo Caccuri, magistrato e politico italiano († 1959)
- 1903 - Kenneth Clark, storico dell'arte britannico († 1983)
- 1903 - Red Grange, giocatore di football americano statunitense († 1991)
- 1903 - Emil Görlitz, calciatore polacco († 1987)
- 1903 - Frederick Stephani, sceneggiatore, regista e produttore cinematografico tedesco († 1962)
- 1904 - Nello Bartolini, mezzofondista e siepista italiano († 1956)
- 1904 - Raymond Cartier, giornalista, scrittore e storico francese († 1975)
- 1904 - Pina Cei, attrice italiana († 2000)
- 1904 - Leonhard Fürst, regista e sceneggiatore tedesco († 1972)
- 1904 - Felix Salzer, musicologo, teorico musicale e pedagogo austriaco († 1986)
- 1904 - Leonio Tirelli, calciatore italiano († 1989)
- 1905 - Chen Yun, politico cinese († 1995)
- 1905 - Antonio Dazzi, politico e diplomatico italiano († 1980)
- 1905 - Antoine Gentien, tennista francese († 1968)
- 1905 - Fritz Haller, sollevatore austriaco († 1961)
- 1905 - Franco Riccardi, schermidore italiano († 1968)
- 1905 - Antônia da Santa Cruz, supercentenaria brasiliana († 2022)
- 1906 - Cliff Crowley, hockeista su ghiaccio canadese († 1948)
- 1906 - Bruno de Finetti, matematico e statistico italiano († 1985)
- 1906 - Andrea Parini, scultore, ceramista e incisore italiano († 1975)
- 1906 - Juan Sires, regista argentino († 1981)
- 1907 - Vittorio Di Pace, architetto italiano († 2013)
- 1907 - Natale Dossena, calciatore italiano († 1967)
- 1907 - Alberto Marzi, psicologo italiano († 1983)
- 1908 - L. B. Abbott, artista e effettista statunitense († 1985)
- 1908 - Gianni Citterio, partigiano italiano († 1944)
- 1908 - Eraldo Fozzer, scultore italiano († 1995)
- 1908 - Aldo Melani, calciatore italiano († 2001)
- 1908 - Nino Pirrotta, musicologo italiano († 1998)
- 1908 - Antonio Rivarola, calciatore argentino († 1974)
- 1908 - Maria Helena Vieira da Silva, pittrice portoghese († 1992)
- 1909 - Luigi Brambilla, architetto italiano († 1977)
- 1909 - Antonio Floro Frondosa, arcivescovo cattolico filippino († 1993)
- 1910 - Antonio Daniele, militare italiano († 1936)
- 1910 - Amleto Lacerenza, compositore, direttore d'orchestra e militare italiano († 1972)
- 1910 - Fricis Laumanis, calciatore lettone († 1981)
- 1910 - Angelo Longoni, calciatore italiano
- 1910 - Rubino Profeta, compositore italiano († 1985)
- 1910 - Gonzalo Torrente Ballester, scrittore spagnolo († 1999)
- 1910 - Mary Whitehouse, attivista inglese († 2001)
- 1910 - Mary Wickes, attrice statunitense († 1995)
- 1910 - Giovanna Zangrandi, scrittrice, giornalista e partigiana italiana († 1988)
- 1911 - Luis Álvarez, fisico statunitense († 1988)
- 1911 - Thomas Eboli, mafioso italiano († 1972)
- 1911 - Giuseppe Folchi, pittore, fotografo e regista italiano († 1962)
- 1911 - Achille Peretti, politico francese († 1983)
- 1911 - Gino Piccinin, scacchista italiano († 1995)
- 1912 - Jim Brown, cestista e giocatore di baseball statunitense († 1991)
- 1912 - Ernst Mengersen, ufficiale tedesco († 1995)
- 1912 - Samuel A. Taylor, commediografo e sceneggiatore statunitense († 2000)
- 1912 - Avelar Brandão Vilela, cardinale e arcivescovo cattolico brasiliano († 1986)
- 1913 - Ralph Edwards, conduttore televisivo e attore statunitense († 2005)
- 1913 - Humberto Mariles, cavaliere messicano († 1972)
- 1913 - David Stone Martin, artista statunitense († 1992)
- 1913 - Akira Yamamoto, aviatore giapponese († 1944)
- 1914 - Fernando Bonamartini, calciatore italiano
- 1914 - Rino Da Positano, cantante, compositore e paroliere italiano († 1964)
- 1914 - Frederic Franklin, danzatore e direttore artistico britannico († 2013)
- 1914 - Jónas Halldórsson, pallanuotista islandese († 2005)
- 1914 - Antonio Iannucci, arcivescovo cattolico italiano († 2008)
- 1914 - Anna Maria Ortese, scrittrice italiana († 1998)
- 1914 - Filippo Walter Ratti, regista e sceneggiatore italiano († 1981)
- 1914 - Constant Vanden Stock, allenatore di calcio e calciatore belga († 2008)
- 1915 - Don Budge, tennista e allenatore di tennis statunitense († 2000)
- 1915 - Mario Carlin, tenore italiano († 1984)
- 1915 - Luigi Panarella, pittore, scultore e scenografo italiano († 1983)
- 1915 - Rodolfo Stranieri, medico, pittore e fotografo italiano († 1988)
- 1916 - André Belli, calciatore svizzero († 1993)
- 1916 - Shirl Conway, attrice statunitense († 2007)
- 1916 - Karl Maria Herrligkoffer, medico tedesco († 1991)
- 1916 - Juan Antonio del Val Gallo, vescovo cattolico spagnolo († 2002)
- 1917 - Rodolfo Celletti, musicologo e critico musicale italiano († 2004)
- 1917 - Luigi Martelli, calciatore italiano
- 1917 - Zerka T. Moreno, psicoterapeuta olandese († 2016)
- 1917 - Augusto Roa Bastos, scrittore paraguaiano († 2005)
- 1918 - Jack Garfinkel, cestista statunitense († 2013)
- 1918 - Ben Johnson, attore statunitense († 1996)
- 1918 - Helmut Lent, aviatore tedesco († 1944)
- 1919 - Maria Apollonio, velocista italiana († 1990)
- 1919 - Antonio Balasso, aviatore italiano († 1993)
- 1919 - Giovanni Gigliozzi, scrittore, giornalista e regista radiofonico italiano († 2007)
- 1919 - Nino Leotti, pittore italiano († 1993)
- 1919 - Margaretha Rothe, antifascista tedesca († 1945)
- 1920 - Toni Barpi, attore italiano († 2013)
- 1920 - Josef Bau, artista e poeta polacco († 2002)
- 1920 - Paul Cloyd, cestista e allenatore di pallacanestro statunitense († 2005)
- 1920 - Rex Everhart, attore e doppiatore statunitense († 2000)
- 1920 - Désiré Keteleer, ciclista su strada belga († 1970)
- 1920 - Eiji Okada, attore giapponese († 1995)
- 1920 - Émile Poulat, storico e sociologo francese († 2014)
- 1921 - Jean Aubert, scrittore, poeta e editore francese († 2011)
- 1921 - Rolando Hammer, cestista cileno († 1987)
- 1921 - Justine Johnston, attrice e cantante statunitense († 2006)
- 1921 - Agide Samaritani, partigiano e politico italiano († 1969)
- 1921 - Lennart Strand, mezzofondista svedese († 2004)
- 1922 - Erich Abram, alpinista italiano († 2017)
- 1922 - Maurice Diot, ciclista su strada francese († 1972)
- 1922 - Vittorio Emanuele Marzotto, imprenditore e politico italiano († 1999)
- 1922 - Guido Quazza, storico italiano († 1996)
- 1922 - Italo Rebuzzi, calciatore italiano († 2015)
- 1922 - Jean Stengers, storico belga († 2002)
- 1923 - Virgilio Muzzi, fumettista italiano († 2010)
- 1924 - Bronisław Baczko, storico della filosofia polacco († 2016)
- 1924 - César Ruminski, calciatore francese († 2009)
- 1925 - Eliahu Amiel, cestista e allenatore di pallacanestro israeliano († 2001)
- 1925 - David Murray, pallanuotista britannico († 2020)
- 1925 - Burton Watson, traduttore, iamatologo e sinologo statunitense († 2017)
- 1926 - Angelo Maria Jacazzi, politico e partigiano italiano († 2015)
- 1926 - Jérôme Lejeune, genetista, pediatra e attivista francese († 1994)
- 1926 - Paul Lynde, attore e comico statunitense († 1982)
- 1926 - Eino Mäkinen, sollevatore finlandese († 2014)
- 1927 - Zbyněk Brynych, regista e sceneggiatore cecoslovacco († 1995)
- 1927 - Fatima Zohra del Marocco, principessa marocchina († 2003)
- 1927 - Klaus Höhne, attore e doppiatore tedesco († 2006)
- 1927 - Franco Maria Malfatti, politico e giornalista italiano († 1991)
- 1927 - Slim Dusty, cantautore australiano († 2003)
- 1928 - Ken Behring, imprenditore statunitense († 2019)
- 1928 - Giacomo Biffi, cardinale e arcivescovo cattolico italiano († 2015)
- 1928 - Li Ka Shing, imprenditore hongkonghese
- 1928 - John Nash, matematico statunitense († 2015)
- 1928 - Theodor Schober, cestista e allenatore di pallacanestro tedesco († 2023)
- 1929 - Harry Blanchard, pilota automobilistico statunitense († 1960)
- 1929 - John D'Agostino, disegnatore e fumettista italiano († 2010)
- 1929 - Kurt Equiluz, tenore austriaco († 2022)
- 1929 - Víctor Israel, attore spagnolo († 2009)
- 1929 - Ralph McQuarrie, artista e illustratore statunitense († 2012)
- 1929 - Antonio Nicolazzini, ex calciatore italiano
- 1929 - Antonino Rizzo, politico italiano († 2002)
- 1929 - Giovanni Rocca, velocista italiano († 2013)
- 1929 - Pier Giuliano Tiddia, arcivescovo cattolico italiano
- 1929 - Viktor Veselago, fisico sovietico († 2018)
- 1930 - Lamberto Cattabriga, matematico italiano († 1989)
- 1930 - Tony Hapgood, calciatore inglese († 2011)
- 1930 - Armando Hart, politico e rivoluzionario cubano († 2017)
- 1930 - Gene Lambdin, cestista statunitense († 2000)
- 1930 - Emmanuel Milingo, arcivescovo cattolico zambiano
- 1930 - Per-Olof Östrand, nuotatore svedese († 1980)
- 1930 - Paul Veyne, storico francese († 2022)
- 1931 - Moysés Baumstein, artista brasiliano († 1991)
- 1931 - Duilio De Pieri, ciclista su strada italiano († 2004)
- 1931 - Giorgio Fiocco, fisico italiano († 2012)
- 1931 - Jean-Jacques Marcel, calciatore francese († 2014)
- 1931 - Věra Suková, tennista cecoslovacca († 1982)
- 1931 - Herbert Wilf, matematico statunitense († 2012)
- 1931 - Irvin Yalom, scrittore, psichiatra e docente statunitense
- 1932 - Charles Misner, fisico statunitense († 2023)
- 1932 - Oreco, calciatore brasiliano († 1985)
- 1932 - Anne Shilcock, tennista britannica († 2019)
- 1933 - Karl-Heinz Ahlheim, compositore di scacchi tedesco († 1996)
- 1933 - José Luis Areta, calciatore spagnolo († 2011)
- 1933 - Antonio Barrutia, ciclista su strada, ciclocrossista e dirigente sportivo spagnolo († 2021)
- 1933 - Antonino Burrafato, poliziotto italiano († 1982)
- 1933 - Grace Chang, cantante e attrice cinese
- 1933 - Levente Lengyel, scacchista ungherese († 2014)
- 1933 - Eugenio Ragni, critico letterario, filologo e traduttore italiano († 2023)
- 1933 - Sven-Olov Sjödelius, canoista svedese († 2018)
- 1934 - Tito Ballarino, giurista italiano († 2014)
- 1934 - Bill Blakeley, allenatore di pallacanestro statunitense († 2010)
- 1934 - Shirley Bloomer, ex tennista britannica
- 1934 - Lucjan Brychczy, calciatore e allenatore di calcio polacco († 2024)
- 1934 - June Foulds-Paul, velocista britannica († 2020)
- 1934 - Leonard Kleinrock, informatico statunitense
- 1934 - Jim Morgan, cestista e allenatore di pallacanestro statunitense († 2019)
- 1935 - Javier Aguirre, regista, sceneggiatore e direttore della fotografia spagnolo († 2019)
- 1935 - Rex Burns, scrittore statunitense
- 1935 - Ljudmila Ivanovna Černych, astronoma russa († 2017)
- 1935 - Tonino Conte, regista italiano († 2020)
- 1935 - Mario Kirchmayr, ex calciatore italiano
- 1935 - Enzo Robotti, allenatore di calcio e ex calciatore italiano
- 1935 - Klaus Sonnenschein, attore e doppiatore tedesco († 2019)
- 1935 - Samak Sundaravej, politico thailandese († 2009)
- 1936 - Juan Carlos Duran, pugile argentino († 1991)
- 1936 - Michel Jazy, mezzofondista francese († 2024)
- 1936 - Abbondanzio Pagani, calciatore italiano
- 1936 - Győző Veres, sollevatore ungherese († 2011)
- 1937 - Brunello Cocciuti, ex calciatore italiano
- 1937 - Beba Flechelle, ex cestista e ex pallavolista peruviana
- 1937 - Eleanor Holmes Norton, politica, avvocato e attivista statunitense
- 1937 - Antonio Rada, calciatore colombiano († 2014)
- 1937 - Erich Ribbeck, ex calciatore e allenatore di calcio tedesco
- 1937 - Costanzo Valli, politico e funzionario italiano († 2011)
- 1937 - Elisabetta Viarengo Miniotti, incisore e pittrice italiana († 2020)
- 1938 - Elo Havetta, regista slovacco († 1975)
- 1938 - Paolo Tomelleri, sassofonista e clarinettista italiano
- 1938 - Tony Vilar, cantante italiano († 2020)
- 1939 - Gariba Abukari, calciatore ghanese († 2021)
- 1939 - Magdolna Balogh, ex cestista ungherese
- 1939 - Giambattista Cescutti, cestista e allenatore di pallacanestro italiano († 2023)
- 1939 - John Bortey Naawu, ex calciatore ghanese
- 1939 - Gianna Schelotto, saggista, giornalista e politica italiana
- 1939 - Siegfried & Roy, illusionista statunitense († 2021)
- 1939 - Antal Szentmihályi, allenatore di calcio e ex calciatore ungherese
- 1940 - Antonio Badini, ambasciatore italiano
- 1940 - John D'Amato, mafioso statunitense († 1992)
- 1940 - Bobby Freeman, cantante, cantautore e produttore discografico statunitense († 2017)
- 1940 - Anita Hellström, ex nuotatrice svedese
- 1940 - Wolfgang Hottenrott, ex canottiere tedesco
- 1940 - Dallas Long, pesista statunitense († 2024)
- 1940 - Gojko Mitić, attore e stuntman serbo
- 1940 - Wang Longji, attore e dirigente d'azienda cinese
- 1941 - Dino Sigismondo Cervigni, critico letterario italiano
- 1941 - Tony Hateley, calciatore inglese († 2014)
- 1941 - Serge Lemoyne, pittore canadese († 1998)
- 1941 - Eugenia Lupayante, ex cestista cilena
- 1941 - Esther Ofarim, cantante israeliana
- 1941 - Paula, cantante italiana
- 1941 - Sergio Pisano, cestista uruguaiano († 2017)
- 1941 - Frans Verbeeck, ex ciclista su strada belga
- 1941 - Vice Vukov, cantante croato († 2008)
- 1942 - Abdulsalami Abubakar, politico e generale nigeriano
- 1942 - James Carr, cantante statunitense († 2001)
- 1942 - Julian Chela-Flores, fisico e astrofisico venezuelano
- 1942 - Joseph Stappers, ex pallanuotista belga
- 1943 - Emilio Ambasz, architetto e designer argentino
- 1943 - Jürgen Czaschka, illustratore e incisore austriaco († 2018)
- 1943 - Gepy & Gepy, cantante, compositore e produttore discografico italiano († 2010)
- 1943 - Don Hankey, imprenditore statunitense
- 1943 - Malcolm McDowell, attore britannico
- 1943 - Jim Guy Tucker, politico e avvocato statunitense († 2025)
- 1943 - Otto Wanz, wrestler e pugile austriaco († 2017)
- 1944 - Ban Ki-moon, politico e diplomatico sudcoreano
- 1944 - Antonio Carmine Centi, politico italiano († 2024)
- 1944 - Gary Keller, ex cestista statunitense
- 1944 - Gordon Wallace, ex calciatore scozzese
- 1945 - Ronald Grabe, ex astronauta e aviatore statunitense
- 1945 - Antonio Guidi, politico e neurologo italiano
- 1945 - Giovanni Lai, militare italiano († 2020)
- 1945 - Massimo Marconi, fumettista italiano († 2025)
- 1945 - Vasso Ovale, cantante italiano
- 1945 - José Pinheiro, regista, montatore e sceneggiatore francese
- 1945 - Tillman Thomas, politico grenadino
- 1946 - Ettore Andenna, conduttore televisivo, giornalista e politico italiano
- 1946 - Julia Annas, filosofa e storica della filosofia statunitense
- 1946 - Paul Buckmaster, violoncellista, compositore e arrangiatore britannico († 2017)
- 1946 - Sher Bahadur Deuba, politico nepalese
- 1946 - Cristina Hoyos, ballerina, coreografa e attrice spagnola
- 1946 - Paul Modrich, biochimico statunitense
- 1946 - Tom Morrow, calciatore nordirlandese († 2020)
- 1946 - Montserrat Roig i Fransitorra, scrittrice e giornalista spagnola († 1991)
- 1946 - Roberto Rusconi, storico e saggista italiano
- 1946 - Butch Seewagen, ex tennista statunitense
- 1947 - Gaetano Angius, politico e operaio italiano
- 1947 - Gianni Borgna, critico musicale, saggista e politico italiano († 2014)
- 1947 - Jayne County, cantante, attrice e paroliere statunitense
- 1947 - Andrew Dalby, linguista, traduttore e storico britannico
- 1947 - Željko Franulović, ex tennista jugoslavo
- 1947 - Alan G. Lafley, dirigente d'azienda statunitense
- 1947 - Carlos Montemayor, scrittore e attivista messicano († 2010)
- 1947 - Jerrold Nadler, politico statunitense
- 1947 - Tonino Pulci, attore e regista italiano († 2012)
- 1947 - Rocco Sampogna, politico italiano
- 1947 - Antonio Segura, fumettista spagnolo († 2012)
- 1948 - Garnet Bailey, hockeista su ghiaccio e allenatore di hockey su ghiaccio canadese († 2001)
- 1948 - Brian Fairlie, ex tennista neozelandese
- 1948 - Joe Roth, produttore cinematografico e regista statunitense
- 1948 - Gianfranco Sarti, calciatore italiano († 2002)
- 1949 - Ann Druyan, produttrice televisiva e regista statunitense
- 1949 - Roberto Fabbriciani, flautista e compositore italiano
- 1949 - Ognjan Nikolov, ex lottatore bulgaro
- 1949 - Augusto Rollandin, politico e veterinario italiano († 2024)
- 1949 - Thierry Sabine, pilota automobilistico francese († 1986)
- 1949 - Ulla Schmidt, politica tedesca
- 1950 - Freddie Boyd, cestista statunitense († 2023)
- 1950 - Lynn Colella, ex nuotatrice statunitense
- 1950 - Judi Leinweber, ex sciatrice alpina canadese
- 1950 - John Sloboda, psicologo britannico
- 1950 - Chris Taylor, wrestler e lottatore statunitense († 1979)
- 1950 - Tanya Wilson, modella statunitense
- 1950 - Gerd Zewe, ex calciatore tedesco
- 1951 - Charlie Ahearn, regista, artista e scrittore statunitense
- 1951 - Peter Balakian, poeta statunitense
- 1951 - Howard Leese, chitarrista, tastierista e compositore statunitense
- 1951 - Janusz Lewandowski, politico polacco
- 1951 - Orlando Antonio Naranjo Villarroel, astronomo venezuelano
- 1951 - Antoni Pawlak, ex sollevatore polacco
- 1951 - Antonio Peña, messicano († 2006)
- 1951 - Fred Saunders, ex cestista e allenatore di pallacanestro statunitense
- 1951 - Stellan Skarsgård, attore svedese
- 1951 - Richard Thomas, attore statunitense
- 1951 - Mike Weaver, ex pugile statunitense
- 1952 - Lidija Bobrova, regista russa
- 1952 - Henri Boério, ex ginnasta francese
- 1952 - Jean-Marie Dedecker, politico belga
- 1952 - Jonas McCord, produttore cinematografico, regista e sceneggiatore statunitense
- 1952 - Angelo Moreschi, vescovo cattolico e missionario italiano († 2020)
- 1953 - Tim Allen, attore e comico statunitense
- 1953 - Atso Almila, direttore d'orchestra, compositore e trombonista finlandese
- 1953 - Anatolij Ivanovič Baranov, ingegnere sovietico († 1986)
- 1953 - Antonio Capone, ex calciatore italiano
- 1953 - Tony Chursky, ex calciatore canadese
- 1953 - Georges Didi-Huberman, storico dell'arte e filosofo francese
- 1953 - Eiko Yamada, doppiatrice giapponese
- 1953 - Hiroshi Kajiyama, ex ginnasta giapponese
- 1953 - Jean de Gaulle, politico francese
- 1954 - Lance Kinsey, attore e sceneggiatore canadese
- 1954 - Heiner Koch, arcivescovo cattolico tedesco
- 1954 - Vilis Krištopans, politico lettone
- 1954 - Andrzej Lepper, politico polacco († 2011)
- 1954 - Alois Morgenstern, ex sciatore alpino austriaco
- 1954 - Ngozi Okonjo-Iweala, economista, politica e funzionaria nigeriana
- 1954 - Manuel Antonio Rojas, ex calciatore cileno
- 1954 - Désiré Tsarahazana, cardinale e arcivescovo cattolico malgascio
- 1954 - Alexander Zhukov, imprenditore inglese
- 1955 - Ewine van Dishoeck, astronoma e chimica olandese
- 1955 - Alan Hansen, ex calciatore e giornalista scozzese
- 1955 - Matthias Trübner, ex bobbista tedesco
- 1955 - Gerard Johannes Nicolaus de Korte, vescovo cattolico olandese
- 1956 - Francesco Alfano, arcivescovo cattolico italiano
- 1956 - John Harris, ex giocatore di football americano statunitense
- 1956 - Pedro Larraquy, allenatore di calcio e ex calciatore argentino
- 1956 - Tuto Sañudo, ex calciatore spagnolo
- 1956 - Leonid Taranenko, ex sollevatore sovietico
- 1956 - Jurij Vardanjan, sollevatore sovietico († 2018)
- 1957 - André Boonen, ciclista su strada belga
- 1957 - Roy Cooper, politico statunitense
- 1957 - Rinat Dasaev, dirigente sportivo, allenatore di calcio e ex calciatore sovietico
- 1957 - Bruce Flowers, ex cestista statunitense
- 1957 - Maria Latella, giornalista, conduttrice televisiva e scrittrice italiana
- 1957 - Beth Norton, ex tennista statunitense
- 1957 - Maurizio Poncet, dirigente sportivo, ex sciatore alpino e allenatore di sci alpino italiano
- 1957 - Jean-Louis Tolot, ex rugbista a 15, imprenditore e politico francese
- 1957 - Michele Zarrillo, cantautore e musicista italiano
- 1958 - José Escobar, ex calciatore spagnolo
- 1958 - Ann Feldreich, ex cestista svedese
- 1958 - Yasuyuki Kishino, allenatore di calcio e ex calciatore giapponese
- 1958 - Marzio Longhin, allenatore di pallacanestro italiano
- 1958 - Sergej Makoveckij, attore russo
- 1958 - Fernando Marías, scrittore e sceneggiatore spagnolo († 2022)
- 1958 - Elisabetta Serafin, dirigente pubblica italiana
- 1959 - Bojko Borisov, politico bulgaro
- 1959 - Jennifer Chandler, ex tuffatrice statunitense
- 1959 - Sabina Chebichi, ex mezzofondista keniota
- 1959 - Maurice G. Dantec, scrittore e musicista francese († 2016)
- 1959 - Sandro Dionisio, regista cinematografico e sceneggiatore italiano
- 1959 - Klaus Iohannis, politico rumeno
- 1959 - Jim Irsay, imprenditore e dirigente sportivo statunitense († 2025)
- 1959 - Aleksandr Koškin, pugile sovietico († 2012)
- 1959 - Mairead McGuinness, politica irlandese
- 1959 - Eben Moglen, giurista statunitense
- 1959 - José Raúl Mulino, politico e diplomatico panamense
- 1959 - Chuck Nevitt, ex cestista statunitense
- 1959 - Mike Smith, allenatore di football americano statunitense
- 1959 - Andrea Stimpfl, allenatore di calcio e calciatore italiano († 2008)
- 1959 - Katalin Tuschák, ex schermitrice ungherese
- 1960 - Ezio Gianola, pilota motociclistico italiano
- 1960 - Lawrence Hecht, attore e doppiatore statunitense
- 1960 - Paolo Pilotto, politico italiano
- 1960 - Jacques Rougeau, ex wrestler canadese
- 1961 - Aleksej Čalyj, politico russo
- 1961 - Alenka Cuderman, ex pallamanista slovena
- 1961 - Wycliffe Grousbeck, imprenditore statunitense
- 1961 - Willie deWit, ex pugile canadese
- 1962 - Jean-Pierre Amat, ex tiratore a segno francese
- 1962 - Fabiola Anitori, politica italiana
- 1962 - Mark Frankel, attore britannico († 1996)
- 1962 - Sidmar Antônio Martins, allenatore di calcio e ex calciatore brasiliano
- 1962 - Glenn Michibata, ex tennista canadese
- 1962 - Dave Mitchell, allenatore di calcio e ex calciatore australiano
- 1962 - Paul Motwani, scacchista britannico
- 1962 - Rudol'f Povarnicyn, ex altista sovietico
- 1962 - Vladimir Pavlovič Pravik, vigile del fuoco e militare sovietico († 1986)
- 1962 - Ally Sheedy, attrice statunitense
- 1962 - Bence Szabó, ex schermidore ungherese
- 1962 - Mike Vescera, cantante, paroliere e produttore discografico statunitense
- 1963 - Bettina Bunge, tennista tedesca
- 1963 - Sarah Connolly, mezzosoprano inglese
- 1963 - Greg Daniels, scrittore, regista e produttore televisivo statunitense
- 1963 - Alaska, cantante, attrice e conduttrice televisiva messicana
- 1963 - Armin Gessert, autore di videogiochi tedesco († 2009)
- 1963 - Catarina Lindqvist, ex tennista svedese
- 1963 - Jos Luhukay, ex calciatore e allenatore di calcio olandese
- 1963 - Natalina Lupino, ex judoka francese
- 1963 - Dominique Joseph Mathieu, cardinale e arcivescovo cattolico belga
- 1963 - Audrey Niffenegger, scrittrice statunitense
- 1963 - Edwin Pellot, ex cestista portoricano
- 1963 - Edward Sturing, allenatore di calcio, dirigente sportivo e ex calciatore olandese
- 1963 - Félix Tshisekedi, politico della Repubblica Democratica del Congo
- 1963 - Markus Zohner, attore e regista teatrale svizzero
- 1964 - Alberto Briaschi, dirigente sportivo e ex calciatore italiano
- 1964 - Kathy Burke, attrice e regista teatrale britannica
- 1964 - Ramón Víctor Castro, ex calciatore uruguaiano
- 1964 - Jennifer Gillom, allenatrice di pallacanestro e ex cestista statunitense
- 1964 - Šarūnas Marčiulionis, ex cestista, imprenditore e dirigente sportivo lituano
- 1964 - Lance Mountain, skater statunitense
- 1964 - Arian Stafa, ex calciatore albanese
- 1964 - Tamara Tichonova, ex fondista sovietica
- 1965 - Chuck Behler, batterista statunitense
- 1965 - Boiadeiro, allenatore di calcio e ex calciatore brasiliano
- 1965 - Cristina di Borbone-Spagna, principessa spagnola
- 1965 - Manuela Carosi, ex nuotatrice italiana
- 1965 - Roberto Ferrari, conduttore radiofonico e disc jockey italiano
- 1965 - Daniela Giordano, attrice e regista italiana
- 1965 - Lesli Kay, attrice statunitense
- 1965 - Craig Pedersen, ex cestista e allenatore di pallacanestro canadese
- 1965 - Vahide Perçin, attrice turca
- 1965 - Lisa Vidal, attrice statunitense
- 1966 - Bill Calvert, attore statunitense
- 1966 - Luca Antonio Cangemi, politico italiano
- 1966 - Antonio Distaso, politico italiano
- 1966 - Zsolt Érsek, ex schermidore ungherese
- 1966 - Fulvio Gigliotti, giurista italiano
- 1966 - Naoki Hattori, giornalista e pilota automobilistico giapponese
- 1966 - Luis Merlo, attore spagnolo
- 1966 - Ben Moon, arrampicatore britannico
- 1966 - Tibor Navracsics, politico ungherese
- 1966 - Grigorij Jakovlevič Perel'man, matematico russo
- 1966 - Andrea Zaccariello, regista e sceneggiatore italiano
- 1967 - Peter Buchman, sceneggiatore statunitense
- 1967 - Isa Hoes, attrice e doppiatrice olandese
- 1967 - Oon Jin Gee, ex nuotatore singaporiano
- 1967 - Yamandú Orsi, politico e docente uruguaiano
- 1967 - Keith Silverstein, doppiatore statunitense
- 1967 - Fred Tatasciore, doppiatore statunitense
- 1967 - Ivan Vasilev, ex calciatore bulgaro
- 1967 - Luca de Meo, dirigente d'azienda italiano
- 1967 - Jeanine Áñez, avvocatessa, politica e conduttrice televisiva boliviana
- 1968 - Esedulla Abačev, generale russo
- 1968 - Fabio Baldato, dirigente sportivo, ex ciclista su strada e pistard italiano
- 1968 - Peter DeBoer, allenatore di hockey su ghiaccio e ex hockeista su ghiaccio canadese
- 1968 - David Gray, cantautore britannico
- 1968 - Jonathan Harvey, drammaturgo, librettista e sceneggiatore britannico
- 1968 - Richard Jukl, ex calciatore ceco
- 1968 - Pattaya Piemkum, allenatore di calcio a 5, ex giocatore di calcio a 5 e ex calciatore thailandese
- 1968 - Ivan Sokolov, scacchista bosniaco
- 1968 - Nigel Zerafa, ex calciatore maltese
- 1969 - Éric Berger, attore francese
- 1969 - Virginie Despentes, scrittrice e regista francese
- 1969 - Caterina Fake, informatica e imprenditrice statunitense
- 1969 - Cayetana Guillén Cuervo, attrice e conduttrice televisiva spagnola
- 1969 - Stefan Hassler, ex calciatore liechtensteinese
- 1969 - Tsutomu Kawasaki, ex pattinatore di short track giapponese
- 1969 - Joseph Keter, ex siepista keniota
- 1969 - Laura Kightlinger, attrice statunitense
- 1969 - Svetlana Krivelëva, ex pesista russa
- 1969 - Tonino Martino, allenatore di calcio e ex calciatore italiano
- 1969 - Mo Ji-su, ex pattinatore di short track sudcoreano
- 1969 - Søren Rasted, batterista e chitarrista danese
- 1969 - Thrasher, wrestler statunitense
- 1969 - Jamie Walters, attore, cantante e chitarrista statunitense
- 1970 - Vjačeslav Bucaev, ex hockeista su ghiaccio russo
- 1970 - Rivers Cuomo, cantante e chitarrista statunitense
- 1970 - Fabio Ferri, attore, ballerino e personaggio televisivo italiano
- 1970 - Riccardo Forconi, dirigente sportivo e ex ciclista su strada italiano
- 1970 - Julián Gil, modello e attore argentino
- 1970 - Mikael Ljungberg, lottatore svedese († 2004)
- 1970 - Francesco Antonio Pisicchio, calciatore italiano († 1994)
- 1970 - Alexander Pschill, attore, sceneggiatore e scrittore austriaco
- 1970 - Raimo Ylipulli, ex saltatore con gli sci finlandese
- 1971 - Aniello Desiderio, chitarrista italiano
- 1971 - David Mendenhall, attore e doppiatore statunitense
- 1971 - Stefano Pescosolido, allenatore di tennis, commentatore televisivo e ex tennista italiano
- 1971 - Matías Rubio Navarro, ex calciatore spagnolo
- 1971 - Fabrizio Sala, politico italiano
- 1971 - Maximiliaan Tjaden, allenatore di calcio a 5 e ex giocatore di calcio a 5 olandese
- 1972 - Enes Demirović, ex calciatore bosniaco
- 1972 - Stig Johansen, ex calciatore norvegese
- 1972 - Kristjan Järvi, compositore, pianista e direttore d'orchestra estone
- 1972 - Natalie MacMaster, musicista canadese
- 1972 - Stefano Rajola, ex cestista e allenatore di pallacanestro italiano
- 1972 - Ufuk Sarıca, allenatore di pallacanestro e ex cestista turco
- 1972 - Daniela Veronesi, ex ciclista su strada e mountain biker sammarinese
- 1973 - Sam Adams, ex giocatore di football americano statunitense
- 1973 - Abdul Hakeem Jefri Bolkiah, principe, dirigente d'azienda e tiratore a volo bruneiano
- 1973 - Caroline Dhenin, ex tennista francese
- 1973 - Saïd Ennjimi, arbitro di calcio francese
- 1973 - Tanner Foust, pilota di rally, stuntman e conduttore televisivo statunitense
- 1973 - Alejandra García, ex astista argentina
- 1973 - Inés Gorrochategui, ex tennista argentina
- 1973 - Kasia Kowalska, cantante polacca
- 1973 - Ville Laihiala, cantante e chitarrista finlandese
- 1973 - Andrew Lewis, rugbista a 15 e dirigente d'azienda britannico
- 1973 - Korana Longin, ex cestista croata
- 1973 - Thierry Marichal, dirigente sportivo e ex ciclista su strada belga
- 1973 - Vilmos Sebők, allenatore di calcio e ex calciatore ungherese
- 1974 - Alessia Barela, attrice italiana
- 1974 - Selma Björnsdóttir, cantante, attrice e ballerina islandese
- 1974 - Valerij Bure, ex hockeista su ghiaccio russo
- 1974 - Harvey Esajas, ex calciatore olandese
- 1974 - Jeaniene Frost, scrittrice statunitense
- 1974 - Steve-O, stuntman, attore e personaggio televisivo britannico
- 1974 - Elli Overton, ex nuotatrice australiana
- 1974 - Dušan Petković, ex calciatore serbo
- 1974 - Brande Roderick, attrice e modella statunitense
- 1974 - Takahiro Sakurai, doppiatore giapponese
- 1974 - Venelina Veneva, ex altista bulgara
- 1974 - Myles Wakefield, ex tennista sudafricano
- 1974 - Duncan Zuur, sportivo olandese
- 1975 - Ante Čović, ex calciatore australiano
- 1975 - Jeff Davis, sceneggiatore e produttore televisivo statunitense
- 1975 - Stefan Hübner, ex pallavolista tedesco
- 1975 - Daniel Ingram, compositore canadese
- 1975 - Anita Lipnicka, cantante e cantautrice polacca
- 1975 - Barbara Pompili, politica francese
- 1975 - Antonello Restivo, allenatore di pallacanestro italiano
- 1975 - Toni Ribas, attore pornografico spagnolo
- 1975 - Riccardo Scimeca, ex calciatore inglese
- 1975 - Sharon Warren, attrice statunitense
- 1976 - Christos Kotsōnīs, ex calciatore cipriota
- 1976 - Lucia Loffredo, conduttrice televisiva italiana
- 1976 - Kym Marsh, attrice, cantante e conduttrice televisiva britannica
- 1976 - Emiliano Milone, allenatore di calcio e ex calciatore italiano
- 1976 - Sicodelico Jr., wrestler messicano
- 1976 - Tygh Runyan, attore canadese
- 1976 - Ľubomír Talda, ex calciatore slovacco
- 1976 - Marc Ziegler, ex calciatore tedesco
- 1977 - Tamim Al-Barghouti, poeta palestinese
- 1977 - Andrea Bordalejo, ex multiplista argentina
- 1977 - Flavio Bottiroli, allenatore di pallacanestro e ex cestista italiano
- 1977 - Ángel Dennis, pallavolista cubano
- 1977 - Alaura Eden, ex attrice pornografica statunitense
- 1977 - Stanton Fredericks, ex calciatore sudafricano
- 1977 - Gabriella Giammanco, politica italiana
- 1977 - Emily Harrison, attrice statunitense
- 1977 - Jørn Holen, batterista norvegese
- 1977 - Aljaksej Kaljužny, hockeista su ghiaccio bielorusso
- 1977 - Tarmo Kikerpill, ex cestista estone
- 1977 - Josh Paul, bassista statunitense
- 1977 - Riikka Purra, politica finlandese
- 1977 - Eliécer Rincones, schermidore venezuelano
- 1977 - Rainer Schönfelder, ex sciatore alpino austriaco
- 1977 - Adrian Sosnovschi, allenatore di calcio e ex calciatore moldavo
- 1978 - Natalie Alison, attrice austriaca
- 1978 - Roberto Cazzaniga, cestista italiano
- 1978 - Ethan Embry, attore statunitense
- 1978 - Ivan Gatto, ex cestista italiano
- 1978 - Mikako Ichikawa, attrice e modella giapponese
- 1978 - Fredrik Jönzén, ex cestista svedese
- 1978 - Richard Kingson, ex calciatore ghanese
- 1978 - Matteo Malaventura, ex cestista italiano
- 1978 - Jennifer Mickelson, ex sciatrice alpina canadese
- 1978 - Heather Petri, ex pallanuotista e allenatrice di pallanuoto statunitense
- 1978 - Angela Rafanelli, conduttrice televisiva, autrice televisiva e conduttrice radiofonica italiana
- 1978 - Lumír Sedláček, ex calciatore ceco
- 1978 - Antonio Tolentino, ex militare italiano
- 1978 - Vishwananda, religioso mauriziano
- 1978 - Antônio da Silva, ex calciatore brasiliano
- 1979 - Gustave Bahoken, ex calciatore camerunese
- 1979 - Mauro Esposito, allenatore di calcio e ex calciatore italiano
- 1979 - Andrew av Fløtum, ex calciatore faroese
- 1979 - Rebecca Gilmore, tuffatrice australiana
- 1979 - Nila Håkedal, giocatrice di beach volley e pallavolista norvegese
- 1979 - Fredrik Hansen, vescovo cattolico norvegese
- 1979 - Stephanie Hodge, attrice e modella statunitense
- 1979 - Wordsplayed, rapper nigeriano
- 1979 - Damir Krupalija, ex cestista bosniaco
- 1979 - Zizi Roberts, ex calciatore liberiano
- 1979 - Seo Young-hee, attrice sudcoreana
- 1980 - Dmitrij Berestov, ex sollevatore russo
- 1980 - Efstrat Billa, allenatore di calcio e ex calciatore albanese
- 1980 - Mauro Carbonaro, giornalista e scrittore italiano
- 1980 - Sarah Connor, cantante tedesca
- 1980 - Alistair Cragg, ex mezzofondista irlandese
- 1980 - Emanuele Della Felba, ex cestista italiano
- 1980 - Rafael Fernández Pérez, ex giocatore di calcio a 5 spagnolo
- 1980 - Benny Greb, batterista tedesco
- 1980 - Rod Grizzard, ex cestista statunitense
- 1980 - Stefan Höhener, ex slittinista svizzero
- 1980 - Carlos Jayme, nuotatore brasiliano
- 1980 - Linton Johnson, cestista statunitense
- 1980 - Christopher Kas, ex tennista tedesco
- 1980 - Florent Malouda, allenatore di calcio e ex calciatore francese
- 1980 - Maja Matevžič, ex tennista slovena
- 1980 - Candace McNamee, pallavolista statunitense
- 1980 - Morten Moldskred, ex calciatore norvegese
- 1980 - Jamario Moon, ex cestista statunitense
- 1980 - Juan Carlos Navarro, ex cestista e dirigente sportivo spagnolo
- 1980 - Maho Nonami, attrice giapponese
- 1980 - Simone Santi Gubini, compositore italiano
- 1980 - José Torrealba, ex calciatore venezuelano
- 1980 - Darius Vassell, ex calciatore inglese
- 1980 - Markus Winkelhock, pilota automobilistico tedesco
- 1981 - Guy Demel, ex calciatore ivoriano
- 1981 - Chris Evans, attore statunitense
- 1981 - Mick Fanning, surfista australiano
- 1981 - Julie-Marie Parmentier, attrice francese
- 1981 - Nikola Nikezić, ex calciatore montenegrino
- 1981 - Nuno Miguel Pereira Diogo, ex calciatore portoghese
- 1981 - Radim Vrbata, hockeista su ghiaccio ceco
- 1981 - Erlind Zeraliu, tenore albanese
- 1982 - Kenenisa Bekele, mezzofondista e maratoneta etiope
- 1982 - Krzysztof Bosak, politico polacco
- 1982 - Chris Cusiter, ex rugbista a 15 scozzese
- 1982 - Kevin Francis, allenatore di sci alpino e ex sciatore alpino statunitense
- 1982 - Pieter Ghyllebert, ex ciclista su strada e ex ciclocrossista belga
- 1982 - Jess Manafort, regista e sceneggiatrice statunitense
- 1982 - Johannes Strasser, ex cestista, allenatore di pallacanestro e dirigente sportivo tedesco
- 1982 - Keita Sugimoto, ex calciatore giapponese
- 1983 - Salman Ahmed Al Ansari, ex calciatore qatariota
- 1983 - Jérémy Blayac, ex calciatore francese
- 1983 - Francesco Conti, ex cestista e allenatore di pallacanestro italiano
- 1983 - Abbas Ahmed Khamis, calciatore bahreinita
- 1983 - Rebeca Linares, ex attrice pornografica spagnola
- 1983 - Matthew Mendy, ex calciatore gambiano
- 1983 - Steve Novak, ex cestista statunitense
- 1983 - Gonzalo Padró, ex rugbista a 15 argentino
- 1983 - Jason Spezza, hockeista su ghiaccio canadese
- 1984 - Petr Bolek, calciatore ceco
- 1984 - Nery Castillo, ex calciatore messicano
- 1984 - Erin Grant, ex cestista e allenatrice di pallacanestro statunitense
- 1984 - Kaori Ichō, lottatrice giapponese
- 1984 - Tamara James, ex cestista e politica statunitense
- 1984 - Giacomo Montanari, divulgatore scientifico italiano
- 1984 - Antje Möldner-Schmidt, siepista e mezzofondista tedesca
- 1984 - Bérengère Schuh, arciera francese
- 1984 - Phillip Van Dyke, attore statunitense
- 1984 - Lisa Willis, ex cestista e allenatrice di pallacanestro statunitense
- 1984 - Joyce da Silva, pallavolista brasiliana
- 1985 - Filipe Albuquerque, pilota automobilistico portoghese
- 1985 - Ida Alstad, pallamanista norvegese
- 1985 - Wael Ayan, calciatore siriano
- 1985 - Simone Berti, cestista italiano
- 1985 - Juan Fariza, ex hockeista su pista spagnolo
- 1985 - Gérson Magrão, ex calciatore brasiliano
- 1985 - Will John, ex calciatore statunitense
- 1985 - Peppe Millanta, scrittore, sceneggiatore e conduttore televisivo italiano
- 1985 - Renat Sabitov, allenatore di calcio e ex calciatore russo
- 1985 - Kate Lyn Sheil, attrice statunitense
- 1985 - Blake Skjellerup, pattinatore di short track neozelandese
- 1985 - Lela Star, attrice pornografica statunitense
- 1985 - Pedro Strop, giocatore di baseball dominicano
- 1985 - Albert Timmer, dirigente sportivo e ex ciclista su strada olandese
- 1985 - Greg West, skeletonista statunitense
- 1985 - Alberto Zapater, calciatore spagnolo
- 1986 - Antonio Balzano, ex calciatore italiano
- 1986 - Eros Capecchi, ex ciclista su strada italiano
- 1986 - Cléber Nascimento da Silva, calciatore brasiliano
- 1986 - Kat Dennings, attrice statunitense
- 1986 - Edmond Gates, giocatore di football americano statunitense
- 1986 - DJ Snake, disc jockey e produttore discografico francese
- 1986 - Sequoia Holmes, cestista statunitense
- 1986 - Keisuke Honda, allenatore di calcio e ex calciatore giapponese
- 1986 - Akihiro Ienaga, calciatore giapponese
- 1986 - Keo Kosal, calciatore cambogiano
- 1986 - Māra Lisenko, cantante e cantautrice lettone
- 1986 - Ledion Liço, conduttore televisivo, produttore televisivo e cantante albanese
- 1986 - Jonathan Lucroy, giocatore di baseball statunitense
- 1986 - James Marcelin, ex calciatore haitiano
- 1986 - Tsedevsürengiin Mönkhzayaa, judoka mongola
- 1986 - Markus Münch, discobolo tedesco
- 1986 - Mary-Kate e Ashley Olsen, stilista e imprenditrice statunitense
- 1986 - Pavel Pumprla, cestista ceco
- 1986 - Tonči Stipanović, velista croato
- 1986 - Toni Varela, ex calciatore capoverdiano
- 1986 - Måns Zelmerlöw, cantante e conduttore televisivo svedese
- 1987 - Nemanja Andrić, calciatore serbo
- 1987 - Vladimir Bajić, calciatore serbo
- 1987 - Caterina Banti, ex velista italiana
- 1987 - Veronica Borsi, ostacolista italiana
- 1987 - John Bryant, cestista statunitense
- 1987 - Comis, disc jockey, produttore discografico e cantautore italiano
- 1987 - David Eto'o, ex calciatore camerunese
- 1987 - Vinny Faherty, calciatore irlandese
- 1987 - Caitlyn Folley, attrice statunitense
- 1987 - Andrej Kljuev, ex ciclista su strada e pistard russo
- 1987 - Denys Kožanov, ex calciatore ucraino
- 1987 - Ted Larsen, giocatore di football americano statunitense
- 1987 - Marcin Lewandowski, mezzofondista polacco
- 1987 - Víctor López Real, giocatore di calcio a 5 spagnolo
- 1987 - Gesaffelstein, produttore discografico e compositore francese
- 1987 - Chris Melendez, wrestler statunitense
- 1987 - Hari Kumar Rimal, ex mezzofondista nepalese
- 1987 - Nadežda Sergeeva, bobbista e ex multiplista russa
- 1987 - Anton Šynder, calciatore ucraino
- 1987 - Koriak Upaiga, calciatore papuano
- 1987 - Charlotte Wells, regista e sceneggiatrice britannica
- 1988 - Kim André Brandtzæg, ex giocatore di calcio a 5 e calciatore norvegese
- 1988 - Édouard Butin, ex calciatore francese
- 1988 - Gabe Carimi, ex giocatore di football americano statunitense
- 1988 - Tracey Hannah, mountain biker australiana
- 1988 - Filip Hlohovský, calciatore slovacco
- 1988 - Jacob Larsen, canottiere danese
- 1988 - Ryōtarō Nakano, ex calciatore giapponese
- 1988 - Kerttu Niskanen, fondista finlandese
- 1988 - Reece Noi, attore britannico
- 1988 - Bianca Pascu, schermitrice rumena
- 1988 - Carolina Pini, ex calciatrice italiana
- 1988 - Roberto Soares Anghinetti, ex calciatore brasiliano
- 1988 - Andrej Vasjanovič, calciatore russo
- 1988 - Cody Walker, attore statunitense
- 1989 - Guvna B, cantante e rapper britannico
- 1989 - James Calado, pilota automobilistico britannico
- 1989 - John Flowers, cestista statunitense
- 1989 - Matt Gatens, dirigente sportivo, allenatore di pallacanestro e ex cestista statunitense
- 1989 - Diana Hacıyeva, cantante azera
- 1989 - Kim Ji-seok, goista sudcoreano
- 1989 - Robyn Lawley, supermodella australiana
- 1989 - Mihran Manasyan, ex calciatore armeno
- 1989 - Sarsa, cantante polacca
- 1989 - Leonel Parris, calciatore panamense
- 1989 - Kévin Perrot, calciatore francese
- 1989 - Maxim Potîrniche, calciatore moldavo
- 1989 - Andreas Samarīs, calciatore greco
- 1989 - Andreas Sander, sciatore alpino tedesco
- 1989 - Nejc Skubic, ex calciatore sloveno
- 1989 - Drew Smyly, giocatore di baseball statunitense
- 1989 - Hassan Whiteside, cestista statunitense
- 1989 - Erica Wiebe, lottatrice canadese
- 1989 - Stephanie Zambra, ex calciatrice irlandese
- 1990 - Tom Ackerley, produttore cinematografico e attore britannico
- 1990 - Kristian Brix, ex calciatore norvegese
- 1990 - André Calisir, calciatore svedese
- 1990 - Ed Daniel, cestista statunitense
- 1990 - Everett Dawkins, ex giocatore di football americano statunitense
- 1990 - Alex Della Valle, ex calciatore sammarinese
- 1990 - Federico Gallego, calciatore uruguaiano
- 1990 - Mateusz Klich, calciatore polacco
- 1990 - Stefan Laussegger, bobbista e ex giocatore di football americano austriaco
- 1990 - Vance McDonald, ex giocatore di football americano statunitense
- 1990 - Eleonora Montagnana, violinista e attrice italiana
- 1990 - Federico Pistone, ex calciatore argentino
- 1990 - Francisco Portillo, calciatore spagnolo
- 1990 - Pedro Nezio de Araújo Lopes Ribeiro, calciatore brasiliano
- 1990 - Evans Rusike, calciatore zimbabwese
- 1990 - Cecilie Sandvej, calciatrice danese
- 1990 - Aaron Taylor-Johnson, attore britannico
- 1990 - Nic White, rugbista a 15 australiano
- 1990 - Michele Zambelli, velista italiano
- 1990 - Diogo da Silva Farias, calciatore brasiliano
- 1991 - Dario Betti, pattinatore artistico su ghiaccio italiano
- 1991 - Nicole Bonamino, hockeista in-line italiana
- 1991 - Barbara Bonansea, calciatrice italiana
- 1991 - Luke Bowanko, giocatore di football americano statunitense
- 1991 - Diego Martín Caballero, calciatore uruguaiano
- 1991 - Will Claye, triplista e lunghista statunitense
- 1991 - Matteo Dell'Acqua, rugbista a 15 italiano
- 1991 - Aurimas Didzbalis, sollevatore lituano
- 1991 - Enzo Guerrero, calciatore cileno
- 1991 - Stefany Hernández, ciclista di BMX venezuelana
- 1991 - Hana Jiříčková, modella ceca
- 1991 - Iryna Kindzers'ka, judoka ucraina
- 1991 - Marizol Landázuri, velocista ecuadoriana
- 1991 - Piermaria Leso, rugbista a 15 italiano
- 1991 - Ryan Mason, allenatore di calcio e ex calciatore inglese
- 1991 - Katie Moon, astista statunitense
- 1991 - Nicolás Peñailillo, calciatore cileno
- 1991 - Lorenzo Reyes, calciatore cileno
- 1991 - Ricardo van Rhijn, calciatore olandese
- 1991 - Diego Rubio, ex ciclista su strada spagnolo
- 1991 - Eduardo Sepúlveda, ciclista su strada e pistard argentino
- 1991 - Tomáš Staněk, pesista ceco
- 1991 - Anton Zabolotnyj, calciatore russo
- 1991 - Lucas Gaúcho, calciatore brasiliano
- 1992 - Abeer Abdelrahman, sollevatrice egiziana
- 1992 - Alberto Benito, calciatore spagnolo
- 1992 - Violet Chachki, cantante e modello statunitense
- 1992 - Árni Frederiksberg, calciatore faroese
- 1992 - Fredrik Haugen, calciatore norvegese
- 1992 - Kim Jin-su, calciatore sudcoreano
- 1992 - Tom-Erik Kristiansen, calciatore norvegese
- 1992 - Troy Murphy, sciatore freestyle statunitense
- 1992 - Samir Nurković, calciatore serbo
- 1992 - Krysta Palmer, tuffatrice statunitense
- 1992 - Disha Patani, attrice indiana
- 1992 - Semi Radradra, ex rugbista a 13, rugbista a 15 e rugbista a 7 figiano
- 1992 - Fabrício Baiano, calciatore brasiliano
- 1992 - Xiang Yanmei, sollevatrice cinese
- 1993 - Serhij Bolbat, calciatore ucraino
- 1993 - Jack Burnell, ex nuotatore britannico
- 1993 - Mitko Cenov, siepista e mezzofondista bulgaro
- 1993 - Lukas Dauser, ginnasta tedesco
- 1993 - Mark Flekken, calciatore olandese
- 1993 - Luis Cesar Fraiz, ex calciatore panamense
- 1993 - William Frantzen, ex calciatore norvegese
- 1993 - Milan Jevtović, calciatore serbo
- 1993 - Fabienne Kocher, judoka svizzera
- 1993 - Gonzalo Nicolás Martínez, calciatore argentino
- 1993 - Matías Molina, calciatore argentino
- 1993 - Thomas Partey, calciatore ghanese
- 1993 - Sebastiano Poma, ex giocatore di baseball italiano
- 1993 - Szymon Pośnik, canottiere polacco
- 1993 - Francesco Rossi, hockeista su pista italiano
- 1993 - Simona Senoner, saltatrice con gli sci italiana († 2011)
- 1993 - Denïs Ten, pattinatore artistico su ghiaccio kazako († 2018)
- 1993 - Theofanīs Tzandarīs, calciatore greco
- 1993 - Nuno Campos, calciatore portoghese
- 1993 - Max Walscheid, ciclista su strada tedesco
- 1993 - Kajrat Žyrgalbek uulu, calciatore kirghiso
- 1994 - Shūto Andō, cestista giapponese
- 1994 - James Faiva, rugbista a 15 tongano
- 1994 - Paulo Ricardo Ferreira, calciatore brasiliano
- 1994 - Dhanpal Ganesh, calciatore indiano
- 1994 - Stefan Glogovac, cestista bosniaco
- 1994 - Mickey van der Hart, calciatore olandese
- 1994 - Mpho Kgaswane, calciatore botswano
- 1994 - David King, ostacolista britannico
- 1994 - Arianna Losano, giocatrice di curling italiana
- 1994 - Park Ji-soo, calciatore sudcoreano
- 1994 - Zhang Yanquan, tuffatore cinese
- 1994 - Itzhak de Laat, pattinatore di short track olandese
- 1995 - Eneko Capilla, calciatore spagnolo
- 1995 - Elizabeth Davidson, nuotatrice artistica statunitense
- 1995 - Martha Faraguna, ex velista italiana
- 1995 - Sean Goldberg, calciatore israeliano
- 1995 - Ella Hughes, attrice pornografica britannica
- 1995 - Abbas Hüseynov, calciatore azero
- 1995 - Martin Králik, calciatore slovacco
- 1995 - María Pilar León, calciatrice spagnola
- 1995 - Avi Love, ex attrice pornografica statunitense
- 1995 - S.C. Megale, scrittrice e sceneggiatrice statunitense
- 1995 - Anna Morris, pistard e ciclista su strada britannica
- 1995 - Dostonbek Tursunov, calciatore uzbeko
- 1995 - Petra Vlhová, sciatrice alpina slovacca
- 1995 - Gatis Čakšs, giavellottista lettone
- 1996 - Basel Adra, attivista, avvocato e giornalista palestinese
- 1996 - Deborah Chiesa, tennista italiana
- 1996 - Ruth Codd, attrice irlandese
- 1996 - Kingsley Coman, calciatore francese
- 1996 - Emery Lehman, pattinatore di velocità su ghiaccio statunitense
- 1996 - Nguyễn Phong Hồng Duy, calciatore vietnamita
- 1996 - Megan Rain, attrice pornografica statunitense
- 1996 - James Shaw, ciclista su strada britannico
- 1996 - Kodi Smit-McPhee, attore australiano
- 1997 - Dirk Abels, calciatore olandese
- 1997 - 070 Shake, rapper e cantautrice statunitense
- 1997 - Théodore Pellerin, attore canadese
- 1997 - Chris Duarte, cestista dominicano
- 1997 - Trevis Gipson, giocatore di football americano statunitense
- 1997 - Marina Goljadkina, sincronetta ucraina
- 1997 - Kutman Kadyrbekov, calciatore kirghiso
- 1997 - Tsiy William Ndenge, calciatore tedesco
- 1997 - Josh Nzeakor, cestista statunitense
- 1997 - Katie Lou Samuelson, cestista statunitense
- 1997 - Zaidu Sanusi, calciatore nigeriano
- 1997 - Tom Verbeke, sciatore alpino belga
- 1997 - Ryan Wintle, calciatore inglese
- 1998 - Milad Alirzaev, lottatore russo
- 1998 - Émilien Claude, biatleta francese
- 1998 - Gastón Comas, calciatore argentino
- 1998 - Karol Fila, calciatore polacco
- 1998 - Mário Ihring, cestista slovacco
- 1998 - Dominik Janošek, calciatore ceco
- 1998 - Maureen Lebel, ex sciatrice alpina statunitense
- 1998 - Giovanna Milana, pallavolista statunitense
- 1998 - Adam Norrodin, pilota motociclistico malese
- 1998 - Bilal Njie, calciatore norvegese
- 1998 - Ronaël Pierre-Gabriel, calciatore francese
- 1998 - Jordan Schakel, cestista statunitense
- 1999 - Francisco Antonio Figueroa, calciatore messicano
- 1999 - Jakub Jurka, schermidore ceco
- 1999 - Pascal Maier, giocatore di football americano svizzero
- 1999 - Mária Mikolajová, calciatrice slovacca
- 1999 - Fabio Scherer, pilota automobilistico svizzero
- 1999 - Peter Therkildsen, calciatore danese
- 1999 - Maddison-Lee Wesche, pesista neozelandese
- 1999 - Fred Wright, ciclista su strada e pistard britannico
- 2000 - Juan Pablo Barinaga, calciatore argentino
- 2000 - Jonna Dahlberg, calciatrice svedese
- 2000 - Ding Hao, goista cinese
- 2000 - Omar Jamaleddine, cestista statunitense
- 2000 - Jalen Lecque, cestista statunitense
- 2000 - Marcos Antônio, calciatore brasiliano
- 2000 - João Marcelo, calciatore brasiliano
- 2000 - Penny Oleksiak, nuotatrice canadese
- 2000 - Daniella Perkins, attrice statunitense
- 2000 - Hunter Tyson, cestista statunitense
- 2000 - Hotboii, rapper statunitense

## XXI secolo(25)
- 2001 - Luis Bustamante, calciatore colombiano
- 2001 - Nikolas Dyhr, calciatore danese
- 2001 - Loïc Mbe Soh, calciatore francese
- 2001 - Valentín Rodríguez, calciatore uruguaiano
- 2001 - Riccardo Siddi, giocatore di calcio a 5 italiano
- 2001 - Mark Španring, calciatore sloveno
- 2002 - Annika Belshaw, saltatrice con gli sci statunitense
- 2002 - Artëm Karpukas, calciatore russo
- 2002 - Abiel Osorio, calciatore argentino
- 2002 - Santiago Simón, calciatore argentino
- 2002 - Kahveh Zahiroleslam, calciatore statunitense
- 2003 - Michael Hall Jr., giocatore di football americano statunitense
- 2003 - Lim Si-hyeon, arciera sudcoreana
- 2003 - Britt Weerman, altista olandese
- 2003 - Naci Ünüvar, calciatore olandese
- 2004 - Kaimauri Erati, sollevatore gilbertese
- 2004 - Wayne Frederick, calciatore trinidadiano
- 2004 - Maria Gismondi, fondista italiana
- 2004 - Matija Gluščević, calciatore serbo
- 2004 - Douglas Mendes, calciatore brasiliano
- 2004 - Garance Meyer, sciatrice alpina francese
- 2005 - Pepe Martí, pilota automobilistico spagnolo
- 2005 - Embyr-Lee Susko, slittinista canadese
- 2006 - Allen Obando, calciatore ecuadoriano
- 2007 - Alice Taglietti, ginnasta italiana

## Senza anno specificato(1)
- Yellow Tanabe, fumettista giapponese